# Bernardo Añor (1988)
Bernardo Añor (Caracas, 24 mei 1988) is een Venezolaans voetballer. Hij verruilde in 2015 Columbus Crew voor Sporting Kansas City.

## Clubcarrière
Anor werd als achtenveertigste gekozen door Columbus Crew in de MLS SuperDraft 2011. Hij maakte op 26 maart 2011 zijn debuut in een 0-0 gelijkspel tegen New York Red Bulls. Op 18 juni 2011 maakte hij tegen Houston Dynamo zijn eerste doelpunt. Op 8 december 2014 tekende hij bij Sporting Kansas City.

## Trivia
Zijn vader, ook genaamd Bernardo Añor (1959), was eveneens een professioneel voetballer en speelde in de jaren tachtig en negentig interlands voor Venezuela. Añor senior nam deel aan de Olympische Spelen van 1980 in Moskou.